# Kleinbahn Unna–Kamen–Werne
Die Kleinbahn Unna-Kamen-Werne GmbH (U.K.W.) war ein Verkehrsunternehmen, das vom 1. August 1909 bis zum 14. Dezember 1950 eine normalspurige Überlandstraßenbahn zwischen den Orten Unna, Kamen, Bergkamen und Werne mit einer Oberleitung mit Betriebsspannung von 600 Volt Gleichstrom betrieb.

## Geschichte
Am 27. Juli 1908 wurde in Kamen durch die Provinz Westfalen, den Landkreis Hamm und die Städte Unna und Kamen, sowie ab dem 28. April 1911 die Gemeinden Rünthe und Werne die Kleinbahn Unna-Kamen-Werne GmbH mit einem Stammkapital von 1.250.000 Goldmark gegründet. Die GmbH erhielt am 22. Dezember 1908 durch den Regierungsbezirk Arnsberg die Konzession für den Bau und den Betrieb einer Straßenbahn.
Die Planungen für den Bau lagen bereits ab 1898 vor. Der Bau begann allerdings erst am 19. April 1909. Nacheinander wurden folgende Abschnitte eröffnet:
- 1. August 1909: Bahnhof Unna – Königsborn – Bahnhof Kamen
- 11. September 1909: Bahnhof Kamen – Kamen, Markt – Betriebshof Kamen (Lünener Str.)
- 20. November 1909: Betriebshof Kamen – Bergkamen – Overberge – Bahnhof Bergkamen
- 14. Dezember 1911: Bahnhof Bergkamen – Rünthe – Werne, Markt
- 13. November 1912: Bahnhof Unna – Unna, Markt (Umsteigemöglichkeit zur Straßenbahn nach Dortmund) – Unna, Neumarkt

Der Betriebshof lag in Kamen an der Lünener Straße Ecke Bergkamener Straße neben der Kreuzung der Gleise der Zechenbahn. In der fünfgleisigen Wagenhalle gab es Abstellmöglichkeiten für 28 Wagen mit acht Meter Länge. In Anbauten waren die Reparaturwerkstatt und das Magazin untergebracht, daneben gab es eine Umformerstation. In den ersten drei Monaten des Betriebes bezog die U.K.W. den Strom mit 550 Volt aus dem Oberleitungsnetz der Elektrischen Straßenbahnen des Landkreises Dortmund. Nach Fertigstellung der Umformerstation in Kamen bezog diese Drehstrom mit einer Spannung von 5000 Volt von der nahegelegenen Zeche Monopol der Gelsenkirchener Bergwerks-AG und formte ihn in 600-V-Gleichstrom um. 1911 entstand an der Einfahrt des Betriebshofes noch ein Verwaltungsgebäude mit Dienstwohnung des Betriebsleiters.
Die nach Verlängerung in die Innenstadt von Unna 20,7 km lange Strecke war eingleisig und hatte insgesamt sieben Ausweichstellen, ausgelegt für einen 15-Minuten-Verkehr. Es gab zu Anfang drei, ab 1912 sechs Kreuzungen mit Eisenbahnstrecken. Da vier von ihnen niveaugleich waren, kam es immer wieder zu Verspätungen, insbesondere durch die stark belastete Bahnstrecke Dortmund–Hamm, die in Kamen gekreuzt wurde. Zudem war diese Querung nur für einen Zeitraum von 25 Jahren erlaubt worden.
Im ersten Betriebsjahr 1909 waren 45 Menschen beschäftigt. Im ersten Geschäftsjahr der U.K.W. (vom 1. August 1909 bis zum 31. März 1910) wurden 486.537 Fahrgäste befördert. 1913 beförderte die U.K.W. mit 74 Beschäftigten 1.657.840 Fahrgäste bei 738.615 km Fahrleistung.
Für den Personenverkehr hatte die U.K.W. 14 zweiachsige Motorwagen mit 18 Sitz- und 16 Stehplätzen, gebaut bei der Waggonfabrik Uerdingen (13 Wagen im Jahr 1909, einer 1914) und 8 Beiwagen (Anhängewagen), sechs 1908 gebaut ebenfalls bei Uerdingen, zwei 1912 bei der Herbrand in Köln. Daneben gab es zwei Beiwagen für den Gütertransport, weitere für Arbeitseinsätze, u. a. ein elektrisch angetriebener Sprengwagen von 1911 gegen die Staubentwicklung auf den ländlichen Strecken an trockenen Sommertagen. Bis auf die Wagen 1 und 10, die Lyrabügel zur Stromabnahme von der Oberleitung hatten, hatten die Triebwagen Rollenstromabnehmer.
Im Verlauf des Ersten Weltkrieges wurde die Hälfte des Personals eingezogen, sodass von 69 Mitarbeitern nur noch 35 zur Verfügung standen. Hinzu kamen sinkende Beförderungszahlen zu Beginn des Krieges. Bis 1918, gegen Ende des Krieges, stiegen sie jedoch auf 3 Millionen an. Das um Frauen und Kriegsgefangene verstärkte Personal umfasste nun 118 Personen. Da der vorhandene Wagenpark nicht mehr ausreichte, wurden 1917 zwei weitere zweiachsige Triebwagen von der Elektrischen Kleinbahn Alt-Rahlstedt–Volksdorf AG gekauft. Die Unnaer Innenstadtstrecke (Unna Bf – Markt – Unna Neumarkt) musste von der U.K.W. ab 15. Januar 1917 in Etappen stillgelegt werden, konnte aber zwischen Bahnhof und Markt ab Juni 1923 von der Dortmunder Straßenbahn wieder in Betrieb genommen werden. 1920 wurden die 1917 gebraucht übernommenen Triebwagen wieder verkauft.
Nach dem Krieg kam es wegen der Inflation und Hyperinflation (1918–1923) sowie des Widerstandes gegen die Ruhrbesetzung durch Frankreich und Belgien (1923–1925) immer wieder zu Betriebsunterbrechungen. Die Beschäftigtenzahl sank von 109 im Jahr 1921 (1.872.091 Fahrgäste) auf nur noch 29 Ende des Jahres 1923 (940.000 Fahrgäste). Mehrfach war von der Einstellung des Betriebs die Rede. Die bereits 1914 geplante Erweiterung der Strecke von Unna nach Heeren musste aufgegeben werden.
Die Versuche der Dortmunder Straßenbahn, den Betrieb zu übernehmen, wurden von der Kleinbahnverwaltung abgewehrt. Jedoch wurde während der französischen Besatzungszeit im Ruhrgebiet 1923 durch Einrichtung einer Verbindungskurve am Unnaer Marktplatz (Altmarkt) die Möglichkeit geschaffen, dass die Wagen der Dortmunder Straßenbahn (Linie 12) auf der Strecke der U.K.W. wieder bis Unna Post / Unna Bahnhof fuhren.
In den 1930er Jahren wurden die alten Stromabnehmer zur Vereinfachung beim Richtungswechsel für die Rückfahrt durch Scherenstromabnehmer ersetzt.
1935 lief die Genehmigung zur Querung der Köln-Mindener Eisenbahn in Kamen ab. Infolgedessen durften die Wagen der Straßenbahn die Eisenbahngleise nur noch ohne Personen passieren. Die Fahrgäste wurden bis zum Bahnübergang gefahren und mussten dort aussteigen, zu Fuß über die Gleise gehen und in den Wagen auf der anderen Seite wechseln. Ab 1935 wurde die Umstellung auf Omnibusbetrieb vorbereitet, die zwischen Unna und dem Bahnhof Kamen zu Beginn des Zweiten Weltkriegs am 24. Juli 1939 verwirklicht wurde. Personal und zwei Omnibusse mussten zur Wehrmacht abgegeben werden, Treibstoff- und Reifenmangel erzwangen Umstellungen und behinderten besonders den Betrieb der Busse. Dennoch wurden im Kriegsjahr 1943 bei 864.560 geleisteten Wagenkilometern 5.756.528 Fahrgäste befördert.
Bei einem Luftangriff am 24. Februar 1945 wurde auch die U.K.W. mit ihren Anlagen und Wagen schwer getroffen, vier Triebwagen und ein Omnibus wurden zerstört. Nach Ende des Zweiten Weltkriegs am 8. Mai 1945 erfolgte der erste Verkehr am 15. Mai zunächst nur mit einem Omnibus für die Bergarbeiter. Ab dem 17. Mai wurde mit einem zweiten Bus mit einzelnen Fahrten wieder ein beschränkter Linienverkehr aufgenommen. Erst am 6. August 1945 fuhren wieder Straßenbahnwagen auf der Strecke Kamen – Bergkamen. Am 1. Oktober 1945 wurde der Verkehr auf der Strecke Bergkamen Bf. – Rünthe zunächst mit einem Omnibus wieder aufgenommen.

### Streckenführung im Detail
Die Streckenführung ist gut auf den jeweiligen Messtischblättern nachzuverfolgen: Die Strecke im Verlauf von Norden (Werne) nach Süden (Unna):

#### Werne
In Betrieb 14. Dezember 1911 – 14. Dezember 1950: Werne Marktplatz – Markt – Am Neutor – Kamener Straße – Brücke über die Lippe (Grenze Werne / Rünthe).

#### Rünthe
In Betrieb 14. Dezember 1911 – 14. Dezember 1950: Lippebrücke – Werner Straße – Ostenhellweg (früher Hellweg) – Hellweg – spätere Rünther Brücke über den neu gebauten Datteln-Hamm-Kanal (Fertigstellung 17. Juli 1914) – Hellweg – Schachtstraße – Schlägelstraße – Grenze Rünthe / Bergkamen am Beverbach.

#### Bergkamen
In Betrieb von Grenze Kamen bis Bergkamen Mitte ab 11. September 1909, Bergkamen Mitte bis Grenze Rünthe ab 14. Dezember 1911, ganze Strecke bis 14. Dezember 1950: Schlägelstraße (heute nur noch Rad- und Fußweg) – Kreuzung Zechenbahn – Werner Straße – damaliger Bahnhof Bergkamen / Werne an der Bahnstrecke Oberhausen-Osterfeld-Hamm (die hier ursprünglich geradlinig geführte Werner Straße wurde bereits beim Bau der Bahnstrecke, eröffnet am 1. Mai 1905, mit U-förmigen Rampen und einer etwas weiter östlich angelegten Unterführung unter der Bahn hindurchgeführt. Die U.K.W.-Strecke benutzte von Anfang an diese Straßenführung) – Werner Straße – spätere Kreuzung mit Industrie-Anschlussbahn (heute Bayer AG)  – Fritz-Husemann-Straße – damalige spitzwinklige Kreuzung der weiter parallel verlaufenden Anschlussbahn Zeche Monopol / Grimberg I / II – Bergkamen Mitte (Kreuzung Fritz-Husemann-Straße / Präsidentenstraße) – Präsidentenstraße – Streckenabschnitt ursprünglich über freies Feld etwa im Verlauf der später gebauten Ebertstraße – Bambergstraße (heutige Straßenführung gegenüber der damaligen stark begradigt) – Grenze Bergkamen / Kamen.

#### Kamen
In Betrieb von Grenze Unna bis Kamen Bf ab 1. August 1909, bis Kamen Depot ab 11. September 1909, bis Grenze Bergkamen ab 20. November 1909, ganze Strecke bis 23. Juli 1939: Bergkamener Straße – heutige Kreuzung der Autobahn A2 – Bergkamener Straße – Depot Kamen (an der Kreuzung Bergkamener Straße / Lünener Straße, heute Busbetriebshof des Nachfolgeunternehmens VKU) – Lünener Straße – Weststraße – Am Geist – Markt – Bahnhofstraße – Maibrücke über die Seseke – Bahnhofstraße – heutiger Rathausplatz – Bahnhofstraße – Kamen Bf (ebenerdiger Bahnübergang über die Bahnstrecke Dortmund – Hamm der Köln-Mindener Eisenbahn-Gesellschaft (CME) östlich des Bahnhofs Kamen) – Unnaer Straße – Unterquerung der heutigen Autobahn A1 – Grenze Kamen / Unna (auf Höhe des heutigen Gewerbegebietes Kamen Karree).

#### Unna
In Betrieb von Unna Bf (Nordseite) bis Grenze Kamen 1. August 1909 – 23. Juli 1939, von Kreuzung Hansastraße / Friedrich-Ebert-Straße bis Neumarkt / Gericht 13. November 1912 – 15. Januar 1917: Kamener Straße – damals ebenerdiger Bahnübergang über die Strecken Dortmund Süd – Königsborn – Welver und Königsborn – Unna, heute S-Bahn-Linie S 4, westlich des Bahnhofs Unna-Königsborn der Königlich-Westfälischen Eisenbahngesellschaft (KWE) – Friedrich-Ebert-Straße – Kreuzung Friedrich-Ebert-Straße / Hansastraße – Friedrich Ebert-Straße – Unna Bf (Nordseite). Hier lag ursprünglich der Ausgangspunkt der Strecke, in der heutigen Friedrich-Ebert-Straße unmittelbar nördlich der Gleise der Bergisch-Märkischen Eisenbahn BME (Strecken Dortmund – Hörde – Unna – Soest und Schwerte – Unna – Hamm) am Bahnhof Unna. Zur U.K.W.-Strecke gelangte man vom Bahnhofsgebäude südlich der Gleise aus, vom alten Rathaus und vom dortigen Endpunkt der Straßenbahn aus Richtung Dortmund nur zu Fuß über einen ebenerdigen Bahnübergang in Verlängerung der Bahnhofstraße. Die Elektrische Straßenbahn des Landkreises Dortmund hatte hier schon ab dem 26. November 1906 ihre Endhaltestelle der Strecke Körne – Wickede – Massen – Unna Markt – Unna Bf.
Auf Grund einer 1912 erfolgten vertraglichen Einigung zwischen der N.S.U. und dem Landkreis Dortmund wurde der Straßenbahnverkehr in Unna neu geordnet: Die U.K.W. konnte die Strecke vom Bf Unna (Südseite) durch die Bahnhofstraße zum Markt übernehmen und bis zum Gericht am Neumarkt verlängern. Voraussetzung für beides war der Bau einer Verbindungsstrecke vom nördlichen zum südlichen Bahnhofsbereich mit einer Unterführung der heutigen Kantstraße unter den Eisenbahngleisen.
Umsteigepunkt zur Dortmunder Straßenbahn war nun der Unnaer Markt. Im Gegenzug zum Verlust der Strecke in der Bahnhofstraße erhielt die Dortmunder Linie eine Neubaustrecke vom Markt über die Wasserstraße und die Iserlohner Straße zum Lehrerseminar (auf Höhe der Seminarstraße) und zeitweise, vor allem im Ausflugsverkehr, weiter zum Schützenhaus. Diese Neubaustrecke, 1914 auf die Dortmunder Straßenbahn GmbH übergegangen, wurde bereits 1916 wieder aufgegeben und bis zum Markt zurückgenommen.
Verlängerung der N.S.U.: Bahnunterführung im Zuge der heutigen Kantstraße, die damals gebaute Stahlbrücke ist heute noch (Stand 2022) in Betrieb. Der Abschnitt Unna Bf (Nordseite) – Bahnhofstraße wurde aufgegeben. Weiterer Verlauf: heutiger Ostring – Bahnhofstraße – Markt – Hertinger Straße – Endhaltestelle Unna Neumarkt / Gericht (in der Hertinger Straße auf Höhe Gürtelstraße / Südwall). Der Streckenabschnitt wurde im Ersten Weltkrieg ab dem 15. Januar 1917 von der U.K.W. stillgelegt, aber zwischen Markt und Bahnhof ab Juni 1923 von der Dortmunder Straßenbahn GmbH wieder in Betrieb genommen (endgültige Stilllegung 31. Juli 1965).

### Strecken-Stilllegungen der Straßenbahn
Nachdem die Anlagen der Kleinbahn/Straßenbahn nach bald 30 Jahren Betrieb verschlissen waren, wurden ab 1935 Überlegungen zur Umstellung auf Omnibusbetrieb angestellt. Am 27. Juli 1939 wurde der südliche Streckenabschnitt Bahnhof Kamen – Königsborn – Unna eingestellt und durch Omnibusse bedient. Wegen des Ausbruchs des Zweiten Weltkriegs wurde die Umstellung des nördlichen Streckenabschnitts Werne – Rünthe Nord anstatt im Herbst 1939 erst 1940 durchgeführt. Die restliche Strecke Rünthe – Overberge – Bergkamen – Kamen Markt – Bahnhof Kamen wurde erst nach dem Krieg am 15. Dezember 1950 auf Omnibusverkehr umgestellt.

### Omnibusverkehr der U.K.W.
Bereits 1914 hatte die U.K.W. einen Omnibusdienst auf der Strecke Kaiserau – Methler – Kamen – Heeren eingerichtet, diese wurden aber nach drei Monaten wieder eingestellt. Erst nach dem Krieg und den Inflationsjahren wurden 1925 wieder Omnibusse eingesetzt. Nach Genehmigung des Regierungspräsidenten in Arnsberg wurden ab dem 29. März 1925 nacheinander folgende Streckenabschnitte in Betrieb genommen:
Unna Bhf. – Heeren – Bönen Bhf. – Bönen Dorf – Heeren – Kamen Bhf. – Methler – Kaiserau – Wasserkurl – Afferde – Niedermassen (mit Einsatz des ersten Busses ab dem 29. März 1925)
Niedermassen – Obermassen – Unna Bhf. (mit Einsatz des zweiten Busses ab dem 1. Juli 1925)
Heeren – Altenbögge – Pelkum (mit Einsatz des dritten Busses ab dem 17. Juli 1925)
Pelkum – Herringen (ab dem 9. August 1925)
Für die Gesamtstreckenlänge von 35 Kilometern standen drei Kraftomnibusse (ein Daimler mit 45-PS-Motor und 28 Plätzen sowie zwei Benz mit 50-PS-Motor und 30 Plätzen) und eine erweiterte Werkstatt im Betriebshof bereit, für deren Betrieb acht Busfahrer und Schaffner eingesetzt wurden. Werktags wurden 5 Fahrten, sonntags 6 Fahrten durchgeführt. Später wurde dann auch die Strecke Kamen – Weddinghofen – Oberaden – Lünen befahren.
Von 1930 bis 1941 wurden weitere 15 Busse in Betrieb genommen: zwei Büssing und ein Daimler-Benz 1930, 11 Krupp mit Bauer-Aufbau 1937–1939 sowie zwei Gräf & Stift 1941. Die Busse verkehrten ab 1943 auch mit Busanhängern, die während der verkehrsärmeren Zeit abgestellt werden konnten.
Nach der Einstellung der letzten Straßenbahn-Teilstrecke am 14. Dezember 1950 verkehren auch hier Omnibusse. Hierzu wurden neue Büssing-Busse mit 135-PS-Unterflurmotor hinter der Vorderachse gekauft. Ab dem 28. Mai 1951 wurden bereits zehn Buslinien betrieben, nun unter dem neuen Namen Verkehrsgesellschaft für den Kreis Unna m.b.H. (VKU). Die VKU führt den Verkehr auf der früheren Straßenbahnstrecke, den bisherigen Busstrecken sowie auf später neu hinzugekommenen Linien mit Bussen fort.